# Aleksi Matshavariani
Aleksi Matshavariani (georgià: ალექსეი დავითის ძე მაჭავარიანი)  (Gori, 23 de setembre de 1913 - Tbilisi, 31 de desembre de 1995) va ser un compositor georgià.

## Biografia
Matschawariani va estudiar composició al Conservatori de Tbilisi des del 1930; Va completar els seus estudis de postgrau el 1939 amb Pyotr Ryazanov. De 1934 a 1937 i de 1939 a 1946 va dirigir el departament de música del Teatre de Comèdia de Tbilisi. Des de 1940 va treballar com a professor de teoria musical al Conservatori de Tbilisi. De 1956 a 1958 també va dirigir l'Orquestra Simfònica Estatal de Geòrgia.
La peça per a piano "Khorumi", una dansa de guerra georgiana, va assegurar el primer èxit de Matschawariani com a compositor. A proposta d'Evgeny Mikeladze, aviat va escriure la seva primera òpera. A la dècada de 1940 va atreure l'atenció internacional amb els seus Concerts per a piano i violí i la seva primera simfonia. No obstant això, va ser criticat públicament com a part de la campanya de formalisme del Comitè Central del PCUS. El 1952, Matschawariani, que havia estat arrestat diverses vegades durant els anys vint i trenta, fins i tot estava previst per a ser deportat, però finalment això no va passar.
Segons el seu fill Vakhtang, un destacat director d'orquestra georgià que estava molt compromès amb la música del seu pare, Matshavariani tenia una posició força feble amb les autoritats soviètiques. No obstant això, va rebre repetidament premis prestigiosos al llarg de la seva carrera, com ara el Premi Stalin el 1951 i el premi "Artista del Poble de l'URSS" el 1958. El 1971 va rebre el premi estatal Shota Rustaveli pel cicle vocal-simfònic "Cinc monòlegs".

## Estil
La música de Matshavariani està inicialment molt influenciada pel folklore georgiano. El ritme concís, les melodies orientalitzades i l'harmonia amb una orientació fonamental cap als esquemes formals europeus tradicionals recorden el khatxaturià. La primera simfonia dramàticament afinada en particular també revela la influència de Xostakóvitx, que manifesta l'interès de Matschawariani per la música contemporània en el context de la Unió Soviètica.
En el seu ballet "Otel·lo" es poden apreciar tendències psicologitzadores així com una major preocupació pels temes literaris. El seu estil va experimentar un canvi significatiu durant aquest temps. El seu perfil individual més fort s'escolta clarament per primera vegada a la segona simfonia. En comparació amb obres anteriors, Matschawariani utilitza aquí harmònics considerablement més aguts; la tonalitat no es rebutja, sinó que sovint es supera i es distorsiona.
Encara es poden escoltar influències del folklore georgià, encara que a un nivell més abstracte (per exemple, a través d'interjeccions de tambor concises o el recurs a motius més antics, aparentment arcaics). Matshavariani també ha estat descrit com el fundador d'una "simfonia filosòfica" georgiana.
La seva música dels darrers anys es caracteritza per la seva massivitat, de vegades produïda per conjunts molt grans i temps més aviat lents i amplis, i la seva estructura generosa: es prefereixen les formes extenses d'un sol moviment. La música se centra en un desenvolupament gradual que esclata en grans clímax. Els petits motius es repeteixen com a ostinati; Els contrastos i els timbres foscos es tornen més pronunciats.